# Okręg wyborczy Kennedy
Okręg wyborczy Kennedy (ang. Division of Kennedy) – jednomandatowy okręg wyborczy do Izby Reprezentantów Australii, położony w stanie Queensland.
Pierwsze wybory odbyły się w nim w 1901 roku, a jego patronem jest podróżnik i odkrywca Edmund Kennedy.
Od 1993 roku posłem z tego okręgu był Bob Katter Jr. z Katter’s Australian Party.

## Lista posłów
Lista posłów z okręgu Kennedy:
| okres urzędowania | poseł             | przynależność                     |
| ----------------- | ----------------- | --------------------------------- |
| 1901–1925         | Charles McDonald  | Australijska Partia Pracy         |
| 1925–1929         | Grosvenor Francis | Nacjonalistyczna Partia Australii |
| 1929–1936         | Darby Riordan     | Australijska Partia Pracy         |
| 1936–1966         | Bill Riordan      | Australijska Partia Pracy         |
| 1966–1975         | Bob Katter Sr.    | Partia Agrarna                    |
| 1975–1982         | Bob Katter Sr.    | Narodowa Partia Agrarna           |
| 1982–1990         | Bob Katter Sr.    | Narodowa Partia Australii         |
| 1990–1993         | Rob Hulls         | Australijska Partia Pracy         |
| 1993–2001         | Bob Katter Jr.    | Narodowa Partia Australii         |
| 2001–2011         | Bob Katter Jr.    | niezależny                        |
| od 2011           | Bob Katter Jr.    | Katter’s Australian Party         |